# Potamos tou Stavrou tis Psokas
Potamos tou Stavrou tis Psokas är ett periodiskt vattendrag i Cypern.   Det ligger i distriktet Eparchía Páfou, i den västra delen av landet, 80 km väster om huvudstaden Nicosia. Potamos tou Stavrou tis Psokas ligger på ön Cypern.